# Anna Gmeyner
Anna Wilhelmine Gmeyner, verh. Wiesner, später Morduch, Pseudonym Anna Reiner (* 16. März 1902 in Wien, Österreich-Ungarn; † 3. Januar 1991 in York) war eine österreichisch-britische Schriftstellerin.

## Leben und Werk
Die aus einer liberalen jüdischen Familie stammende Anna Gmeyner begann 1920 an der Universität Wien ein Studium und ging 1925 nach Berlin. 1925 heiratete sie den Physiologen Berthold P. Wiesner und ging 1926, als er eine Stelle an der Universität Edinburgh annahm, mit ihm nach Schottland. Nach der Trennung des Paars kehrte Anna Gmeyner 1930 nach Berlin, später nach Wien zurück und arbeitete u. a. als Dramaturgin bei Erwin Piscator. Ihre in dieser Zeit entstandenen Lieder und Balladen wurden u. a. von Hanns Eisler und Herbert Rappaport vertont.
Gmeyners erste Werke für das Theater waren das Kinderstück Der große und der kleine Klaus, das von Erlebnissen in Schottland geprägte Bergarbeiterdrama Heer ohne Helden und das Schauspiel Zehn am Fließband. Ihr mit Erfolg aufgeführtes sozialkritisch-satirisches Volksstück Automatenbüfett gilt als ihr Durchbruch als Dramatikerin.
Während der Machtübergabe an die Nationalsozialisten im Januar 1933 hielt sich Gmeyner in Paris auf, wo sie an den Drehbüchern mehrerer Filmprojekte von Georg Wilhelm Pabst arbeitete. Sie kehrte nicht nach Deutschland zurück, und noch 1933 wurde ihr Werk dort verboten. Ihre in Wien verbliebene Tochter Eva Maria Charlotte Michelle Wiesner (1925–2010) zog 1933 zu ihrem Vater nach Edinburgh. Sie wurde später unter dem Namen Eva Ibbotson eine erfolgreiche Autorin von Kinderbüchern.
Gmeyner wurde unterdessen zu einer bekannten Autorin der Exilliteratur: Automatenbüffet wurde noch 1933 am Schauspielhaus Zürich mit Therese Giehse in der Hauptrolle aufgeführt, und 1938 veröffentlichte der renommierte Querido-Verlag in Amsterdam ihren Roman Manja (unter dem Pseudonym Anna Reiner). Manja schildert das Leben in einer deutschen Stadt 1920–1934 am Beispiel des Schicksals von Kindern aus fünf Familien aus unterschiedlichen Milieus. In Deutschland wurde dieser Roman erstmals 1984 verlegt, vom Persona Verlag in Mannheim.
Gmeyner zog ca. 1935 von Paris nach London und heiratete dort den russischstämmigen Religionsphilosophen Jascha Morduch. In London und New York erschienen die Romane Manja und Café du Dôme über das Leben im Exil in englischer Übersetzung. Die deutsche Originalfassung von Café du Dôme sollte wiederum beim Querido Verlag erscheinen, doch gilt das Manuskript seit dem deutschen Einmarsch in Amsterdam 1940 als verschollen.
Von 1940 bis 1950 lebte sie mit ihrem Ehemann zurückgezogen in Berkshire. Nach dessen Tod 1950 begann sie wieder zu schreiben und veröffentlichte unter dem Namen Anna Morduch mehrere englische Bücher (u. a. Biographien, religiöse Erzählungen und Lyrik). Zuletzt lebte sie im englischen York.

## Werke
- Der große und der kleine Klaus, Kinderstück, 1929
- Heer ohne Helden. Bergarbeiterschauspiel in 8 Bildern, Dresden 1929
- Zehn am Fließband, Drama, 1931
- Automatenbüfett. Ein Spiel in drei Akten mit Vorspiel und Nachspiel, Volksstück, Berlin 1932 (auch als Im Trüben fischen)
- Welt überfüllt, Drama
- Mary-Ann wartet, Erzählung, 1933 (erschienen in Fortsetzungen in der österreichischen Zeitschrift „Moderne Welt. Almanach der Dame“; 1934 erneut im „Pariser Tageblatt“)
- End of a Trial (dt. Ende einer Verhandlung), Drama
- Manja. Ein Roman um fünf Kinder, Amsterdam 1938 (englisch: The Wall, London 1939 bzw. Five Destinies, New York 1939), Neuauflage 1984 ff. beim Persona Verlag, Mannheim.
- Café du Dôme (engl. Übersetzung), Roman, London 1941 (auch als The Coward Heart, New York 1941)
- The Death and Life of Julian, London 1960 (Biographie des römischen Kaisers Julian)
- A Jar Laden with Water. Six Stories, London 1961
- No Screen for the Dying, London ca. 1964
- The Sovereign Adventure. The Grail of Mankind, Cambridge 1970 (Ausgabe 1987: ISBN 0-227-67754-4)

### Drehbücher
Filme von Georg Wilhelm Pabst:
- La tragédie de la mine (Mitarbeit), 1931 – mit Szenen aus „Heer ohne Helden“
- Don Quichotte (Mitarbeit), 1933
- Du haut en bas, nach Lászlo Bús-Fekete, 1933

Filme von Roy Boulting:
- Pastor Hall (Mitarbeit), 1940 – basierend auf dem Leben Martin Niemöllers
- Dawn Guard, 1941
- Thunder Rock, 1942

### Übersetzungen
- Der Ruf der Wildgänse (Übersetzung von Martha Ostensos Wild Geese), 1926
- Das ist Fanny (Übersetzung von Edna Ferbers Fanny herself), 1930

### Neuere Ausgaben
- Manja. Ein Roman um 5 Kinder. Mit einem Vorwort von Heike Klapdor-Kops. Persona Verlag, Mannheim 1984, ISBN 3-924652-00-7 (Lizenzausgabe: Kiepenheuer, Leipzig 1987, ISBN 3-378-00120-8)
- Automatenbüfett / Welt überfüllt. Zwei Theaterstücke. Verlag der Autoren, Frankfurt am Main 2022, ISBN  978-3-88661-411-0
- Ende einer Verhandlung. Theaterstück. Verlag der Autoren, Frankfurt am Main 2024, ISBN 978-3-88661-429-5
- Manja. Hörbuch, gesprochen von Iris Berben. Regie: Walter Adler. 12 CDs. Hörkultur, Dänikon 2006, ISBN 978-3-9523087-4-5
- Café du Dôme. Übersetzung aus dem Deutschen ins Englische von Trevor und Phyllis Blewitt. Hrsg. von Birte Werner. (= Exil-Dokumente; Bd. 9). Lang, Bern u. a. 2006, ISBN 3-03910-953-7
- Manja. Ein Roman um 5 Kinder. Aufbau, Berlin 2014, ISBN 978-3-351-03415-3